# Buena Vista Social Club
Buena Vista Social Club var et spillested i Havana på Cuba før Fidel Castro tog magten i landet.
I midten af 1990'erne rejste den amerikanske musiker Ry Cooder til Cuba for at indspille en cd med en række aldrende cubanske musikere, blandt andre Ibrahim Ferrer, Compay Segundo, Rubén González og Elíades Ochoa. Cd'en kom til at hedde Buena Vista Social Club, opkaldt efter spillestedet.
Cd'en blev en stor succes, hvorfor den tyske filminstruktør Wim Wenders – ven til Ry Cooder – i 1999 indspillede en dokumentarfilm, der også kom til at hedde Buena Vista Social Club, om musikerne og deres koncertturné.